# Ctenognophos anax
Ctenognophos anax är en fjärilsart som beskrevs av Edward P. Wiltshire 1966. Ctenognophos anax ingår i släktet Ctenognophos och familjen mätare. Inga underarter finns listade i Catalogue of Life.